# Município de Middleton (condado de Wood, Ohio)
O município de Middleton (em inglês: Middleton Township) é um município localizado no condado de Wood no estado estadounidense de Ohio. No ano de 2010 tinha uma população de 4.454 habitantes e uma densidade populacional de 53,15 pessoas por km².

## Geografia
O município de Middleton encontra-se localizado nas coordenadas 41° 27′ 59″ N, 83° 40′ 04″ O. Segundo a Departamento do Censo dos Estados Unidos, o município tem uma superfície total de 83.8 km², da qual 82,95 km² correspondem a terra firme e (1,01 %) 0,84 km² é água.

## Demografia
Segundo o censo de 2010, tinha 4.454 habitantes residindo no município de Middleton. A densidade populacional era de 53,15 hab./km². Dos 4.454 habitantes, o município de Middleton estava composto pelo 95,82 % brancos, o 0,56 % eram afroamericanos, o 0,13 % eram amerindios, o 1,21 % eram asiáticos, o 0,9 % eram de outras raças e o 1,37 % eram de uma mistura de raças. Do total da população o 3,57 % eram hispanos ou latinos de qualquer raça.